# Alberto Geremicca
Alberto Geremicca (Napoli, 1º ottobre 1863 – Sarno, 10 settembre 1943) è stato un politico e giornalista italiano.

## Biografia
Figlio di Achille e Concetta Annuvola, dopo la laurea in giurisprudenza, a Napoli fu prima consigliere nel 1906, poi assessore dal 1910 al 1913 e dal 1920 al 1921, infine Sindaco di Napoli dall'aprile 1921 al 20 novembre 1922.
Ricoprì gli incarichi di Commissario straordinario del Comune di Napoli dal 23 ottobre 1924 al 9 luglio 1925, e di Commissario del Regio Istituto Orientale di Napoli dal 20 novembre 1926 al 31 marzo 1927.
Fu cofondatore della Lega navale italiana, Presidente dell'Ente Autonomo Volturno dal 22 settembre 1923 all'11 luglio 1924 e dal 1926 al 1927 commissario dell'Istituto orientale di Napoli.
Nel 1924 fu eletto deputato del Regno nel Listone fascista e confermato a Montecitorio nel 1929 fino al 1934, dove fu vicepresidente della commissione bilancio.
Nel 1939 fu nominato senatore del Regno.